# فهرست دورترین‌های شناخته‌شده در ژرفای هستی
فهرست دورترین‌های شناخته‌شده در ژرفنای هستی (به انگلیسی: List of the most distant astronomical objects) به غیر از کهکشان‌های نسبتاً نزدیک، تقریباً همیشه؛ گمانه‌زنیِ فاصله‌ها از راه دور برای جرم‌های فراتر از کهکشان راه شیری، با کمک اندازه‌گیریِ انتقال به سرخ کیهانی نور نتیجه‌گیری شده‌است. اشیاء بسیار دور بنا بر طبیعتی که دارند، بسیار کم نور هستند، و این خود تعیین فاصلهٔ آنها را دشوار و خطاپذیر می‌کند. در فاصله‌هایی که از طریق طیف‌سنجی یا با استفاده از یک تکنیک انتقال به سرخ فتومتریک تعیین می‌شوند یک تمایز مهم موجوداست. به‌طور کلی، اولی از هر دو دقیق‌تر و همچنین قابل اطمینان‌تر است، به این معنی که انتقال به سرخ‌های فتومتریک بیشتر مستعد برای اشتباه بودن به‌دلیل امکان اشتباه گرفته‌شدن با دیگر منابع انتقال به سرخ‌های پایین‌تر که طیف غیرمعمولی دارند است. به‌همین دلیل، مرسوم است که از انتقال به سرخ طیف‌سنجی در صورت لزوم تنها برای فاصلهٔ جسمی در نظر گرفته شود که قطعاً از پیش وجودش شناخته شده، در حالی که انتقال سرخ از راه فتومتریک برای تعیین شناساییِ «نامزدِ» احتمالیِ منابع بسیار دور در نظر گرفته می‌شود.

## اجرام درخور توجه دور
1 Gly = 1 billion light-years.
| نام | انتقال به سرخ (z) | فاصله نوری§ (Gly) | گونه              | یادداشت                              |
| --- | ----------------- | ----------------- | ----------------- | ------------------------------------ |
| جی‌ان - ز۱۱ (کهکشان) | z=۱۱٫۰۹           | ۱۳٫۴              | کهکشان            | کهکشان تأیید شده                     |
| EGSY8p7 | z=۸٫۶۸            | ۱۳٫۲              | کهکشان            | کهکشان تأیید شده                     |
| GRB 090423 | z=۸٫۲             | ۱۳٫۰۹۵            | انفجار پرتوی گاما | [ ۳ ] [ ۴ ]                          |
| ای‌جی‌اس-زداس-۸-۱ | z=۷٫۷۳            | ۱۳٫۰۴۴            | کهکشان            | کهکشان تأیید شده                     |
| z8 GND 5296 | z=۷٫۵۱            | ۱۳٫۰۲             | کهکشان            | کهکشان تأیید شده                     |
| SXDF-NB1006-2 | z=۷٫۲۱۵           | ۱۲٫۹۱             | کهکشان            | Galaxy                               |
| GN-108036 | z=۷٫۲۱۳           | ۱۲٫۹۱             | کهکشان            | Galaxy                               |
| BDF-3299 | z=۷٫۱۰۹           | ۱۲٫۹              | کهکشان            | [ ۱۱ ]                               |
| ULAS J1120+0641 | z=۷٫۰۸۵           | 12.9              | اختروش کوازار     | [ ۱۳ ]                               |
| A1703 zD6 | z=۷٫۰۴۵           | ۱۲٫۸۹             | کهکشان            | [ ۹ ]                                |
| BDF-521 | z=۷٫۰۰۸           | ۱۲٫۸۹             | کهکشان            | [ ۱۱ ]                               |
| G2-1408 | z=۶٫۹۷۲           |                   | کهکشان            | [ ۹ ] [ ۱۴ ]                         |
| آی‌اوکا-۱ | z=۶٫۹۶۴           | ۱۲٫۸۸             | کهکشان            | Lyman-alpha emitter                  |
| LAE J095950.99+021219.1 | z=۶٫۹۴۴           |                   | کهکشان            | نشردهنده‌های لیمن-آلفا — Faint galaxy |
| § The tabulated distance is the light travel distance, which has no direct physical significance. See discussion at distance measures and جهان قابل مشاهده |                   |                   |                   |                                      |

فاصله در این جدول؛ فاصلهٔ سفرکردن نور است، که هیچ اهمیت فیزیکی مستقیم ندارد. بحث در اقدامات از راه دور و مشاهده جهان قابل مشاهده